# Vrijmetselarij in Groningen (stad)

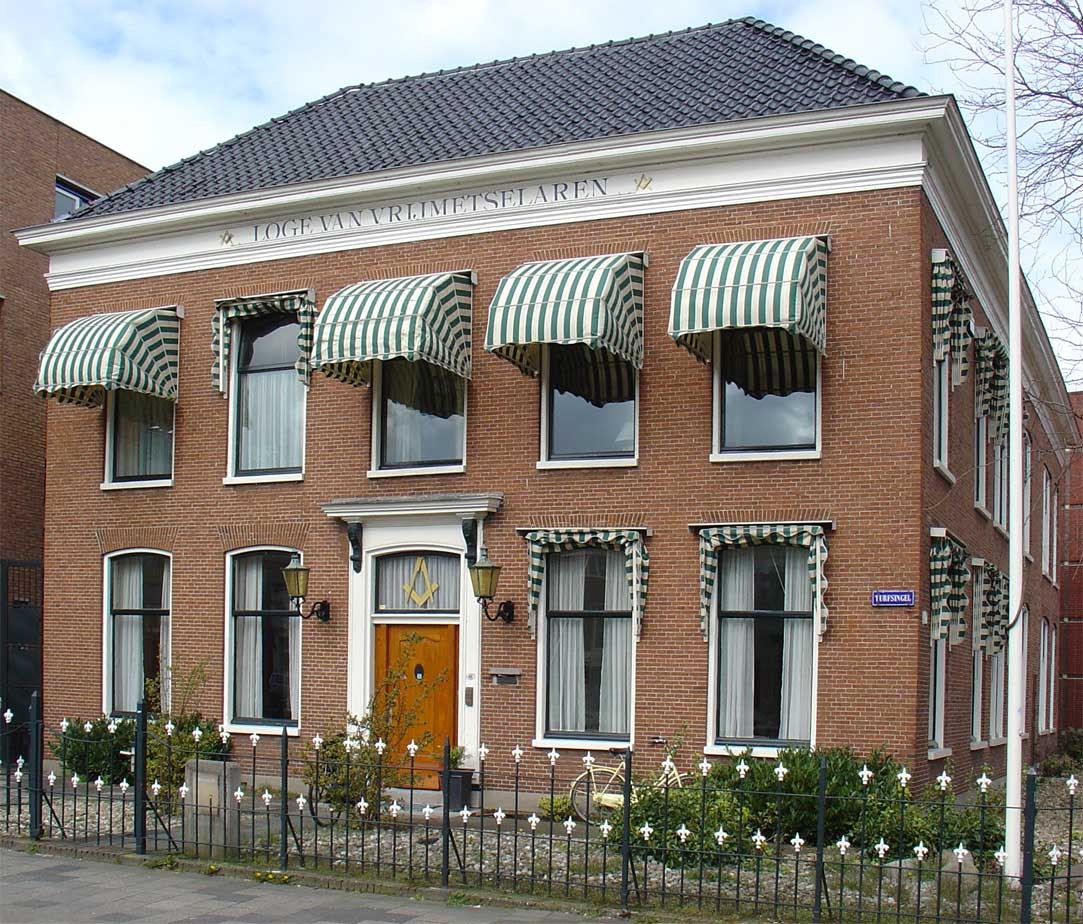
Logegebouw Turfsingel

In de stad Groningen zijn vier vrijmetselaarsloges gevestigd; op volgorde van rangnummer:
- L'Union Provinciale no. 17
- De Drieslag no. 198
- In Tenebris Lux, no. 264
- De Bouwketen, no. 291

De oudste loge is L'Union Provinciale, opgericht op 18 januari 1772. Op 15 oktober 1955 kwam, ingegeven door het hoge ledenaantal, de loge De Drieslag voort uit deze loge en tien jaar later, in 1977, de loge In Tenebris Lux. De jongste loge is De Bouwketen, die in 1996 voortgekomen is uit loge De Drieslag.
De vier loges ressorteren onder de Orde der Vrijmetselaren onder het Grootoosten der Nederlanden. Hun gezamenlijke logegebouw aan de Turfsingel is eigendom van de Groninger Vrijmetselaarsstichting. Iedere loge heeft haar eigen avond waarop er in hoofdlijnen twee soorten bijeenkomsten zijn: de zogenaamde Open Loges (rituele bijeenkomsten) en comparities (gedachtewisselingen). Deze bijeenkomsten zijn alleen toegankelijk voor leden.
Voor niet-leden organiseren alle vier de loges, ieder afzonderlijk, jaarlijks een open dag. Het gebouw is verder ook jaarlijks geopend tijdens Open Monumentendag. Via de websites kan er ook een persoonlijke afspraak worden gemaakt voor informatie over (het lidmaatschap van) de vrijmetselarij in het algemeen of een loge in het bijzonder.
In het najaar van 2017 worden er in het kader van "300 jaar Vrijmetselarij" enkele publieksactiviteiten georganiseerd. 
Voor loge-avonden en websites: zie onderstaande tabel.
| Loge                | Bijeenkomsten | Website                                                                             |
| ------------------- | ------------- | ----------------------------------------------------------------------------------- |
| L'Union Provinciale | Vrijdag       | http://www.vrijmetselarij-groningen.nl                                              |
| De Drieslag         | Donderdag     | https://www.vrijmetselarijgroningen.net                                             |
| In Tenebris Lux     | Woensdag      | http://www.intenebrislux.nl                                                         |
| De Bouwketen        | Dinsdag       | http://www.debouwketen.nl                                                           |
| Gezamenlijk         | n.v.t.        | https://web.archive.org/web/20190124044738/http://vrijmetselarij-stad-groningen.nl/ |

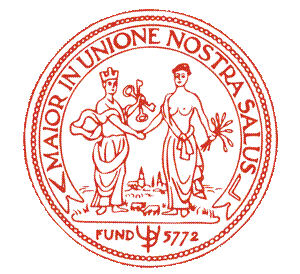
L'Union Provinciale